# Spangenberg
Spangenberg è un comune tedesco di 6 122 abitanti situato nel land dell'Assia.